# Badminton-Juniorenozeanienmeisterschaft 2011
Die Badminton-Juniorenozeanienmeisterschaft 2011 fand vom 20. bis zum 26. Februar 2011 in Suva statt. An den ersten drei Tagen wurde ein Teamwettbewerb ausgetragen, an den restlichen vier Tagen fünf Einzelwettbewerbe.

## Austragungsort
- Yat Sen College, Suva, Fidschi

## Sieger und Platzierte
| Disziplin    | Gold                          | Silber                        | Bronze                               |
| ------------ | ----------------------------- | ----------------------------- | ------------------------------------ |
| Herreneinzel | Sawan Serasinghe              | Brendan Tieu                  | Asher Richardson                     |
| Herreneinzel | Sawan Serasinghe              | Brendan Tieu                  | Evan Lee                             |
| Dameneinzel  | Tara Pilven                   | Vinning Mak                   | Victoria Cheng                       |
| Dameneinzel  | Tara Pilven                   | Vinning Mak                   | Louisa Ma                            |
| Herrendoppel | Matthew Chau Sawan Serasinghe | Hu-Wen Chew Brendan Tieu      | Anthony Joe Pit Seng Low             |
| Herrendoppel | Matthew Chau Sawan Serasinghe | Hu-Wen Chew Brendan Tieu      | Evan Lee Shawn Zhang                 |
| Damendoppel  | Victoria Cheng Mary O’Connor  | Anona Pak Madeleine Stapleton | Verdet Kessler Tara Pilven           |
| Damendoppel  | Victoria Cheng Mary O’Connor  | Anona Pak Madeleine Stapleton | Vinning Mak Gronya Somerville        |
| Mixed        | Maika Phillips Mary O’Connor  | Evan Lee Victoria Cheng       | Asher Richardson Madeleine Stapleton |
| Mixed        | Maika Phillips Mary O’Connor  | Evan Lee Victoria Cheng       | Toby Wong Vinning Mak                |
| Mannschaft   | Neuseeland                    | Australien 1                  | Australien 2                         |